# 練馬区立練馬図書館
練馬区立練馬図書館（ねりまくりつねりまとしょかん）は、東京都練馬区が設立・運営する区立図書館である。1962年（昭和37年）に開館した練馬区で初の区立図書館であり、練馬区の中央図書館的機能を担っている。

## 沿革
日本で初めてブラウン方式による貸出を行った図書館である。
- 1961年（昭和36年）
  - 12月1日 - 落成（総工費2,876万円。現在の豊玉北六丁目8-2、現在の練馬区情報公開室）。
  - 12月18日 - 練馬区立図書館設置条例（練馬区条例第19号）を制定。
- 1962年（昭和37年）
  - 1月9日 - 練馬区立図書館処務規定を施行。
  - 7月27日 - 練馬図書館館則（練馬区教育委員会規則第2号）を制定、同年8月1日施行。
  - 8月1日 - 一部開館。当時は、練馬区役所新庁舎を新築中だったため、2階と1階の一部に、練馬区建築課や練馬区教育委員会が入居していた。
- 1964年（昭和39年）10月1日 - 全面開館。ブラウン方式貸出、無記名式入館票を実施。
- 1967年（昭和42年）5月 - 予約制度を開始。移動図書館を開設し区内4箇所を巡回。
- 1967年（昭和42年）6月13日 - NETテレビの刑事ドラマ『特別機動捜査隊』のロケが行われる。ドラマ内で図書館員が刑事の捜査協力に応じ貸出簿を見せるという、事実に反した描写が問題視され脚本が変更された（練馬図書館テレビドラマ事件）。
- 1969年（昭和44年）7月 - 返却ポストを設置。
- 1970年（昭和45年）12月 - 利用者登録時の保証人と印鑑を廃止。区内2館目となる石神井図書館が開館。
- 1971年（昭和46年）4月 - 児童を対象とした利用者登録と貸出を開始。
- 1972年（昭和47年）1月 - レコード貸出を開始。
- 1973年（昭和48年）6月 - 紙芝居貸出を開始。
- 1975年（昭和50年）10月 - 入館票を廃止。
- 1985年（昭和60年）4月 - 現在地で改築開館。
- 1987年（昭和62年）4月 - ファクシミリ導入により資料相互検索を開始。
- 1988年（平成元年）6月 - コンピュータ導入。
- 1991年（平成3年）12月 - オンライン導入。

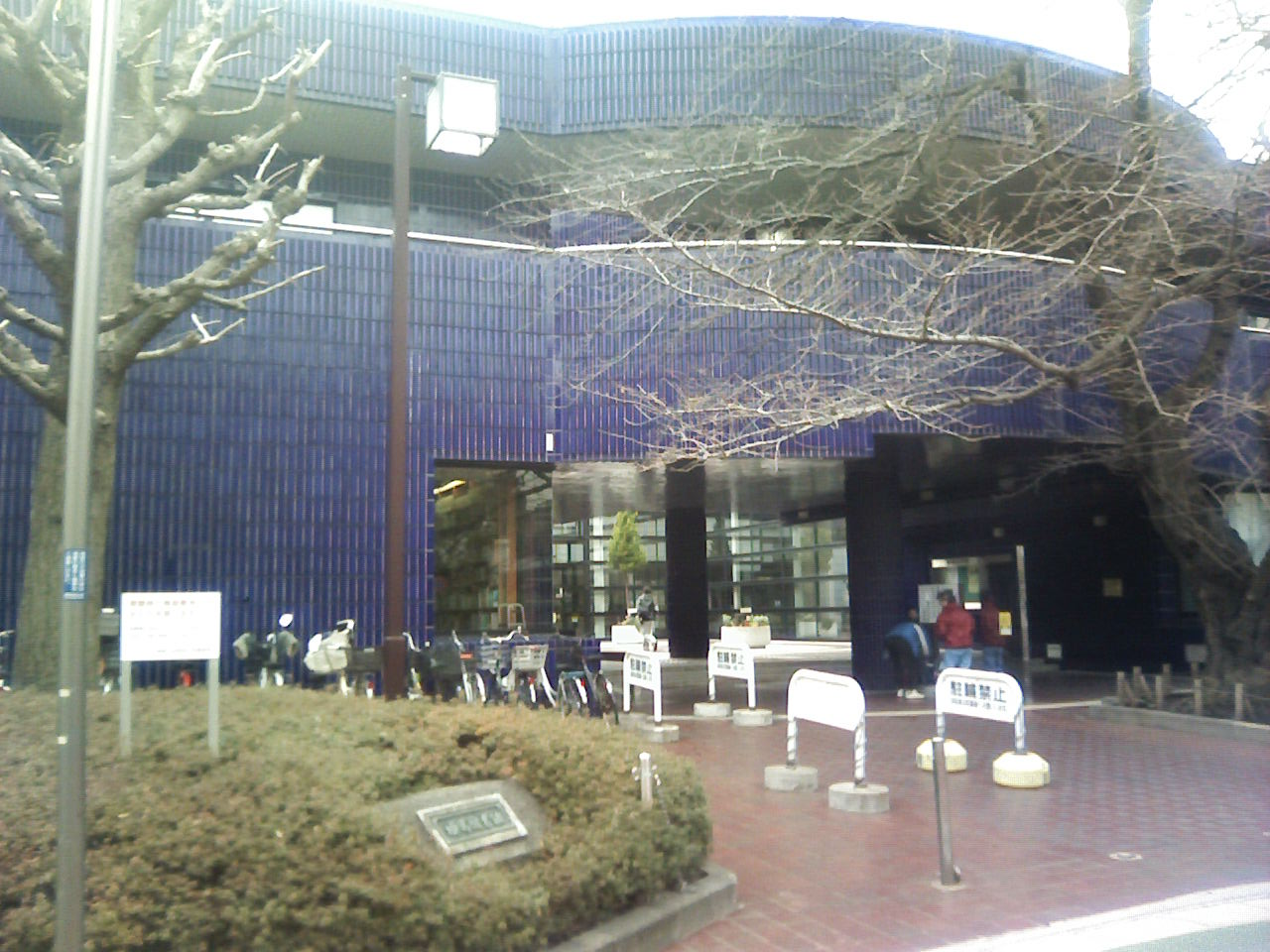
練馬区立練馬図書館